# Нојенкирхен (Округ Штајнфурт)
Нојенкирхен (њем. Neuenkirchen) општина је у њемачкој савезној држави Северна Рајна-Вестфалија. Једно је од 24 општинска средишта округа Штајнфурт. Према процјени из 2010. у општини је живјело 13.984 становника. Посједује регионалну шифру (AGS) 5566060, NUTS (DEA37) и LOCODE (DE NKT) код.

## Географски и демографски подаци
Нојенкирхен се налази у савезној држави Северна Рајна-Вестфалија у округу Штајнфурт. Општина се налази на надморској висини од 58 m. Површина општине износи 48,3 km². У самом мјесту је, према процјени из 2010. године, живјело 13.984 становника. Просјечна густина становништва износи 290 становника/km².

## Међународна сарадња
| Мјесто  | Држава    | Врста сарадње | Од    |
| ------- | --------- | ------------- | ----- |
| Хенгело | Холандија | контакт       | 2000. |
| Извор   |           |               |       |